# (151997) Bauhinia
(151997) Bauhinia ist ein im inneren Hauptgürtel gelegener Asteroid. Er wurde am 11. Mai 2004 vom kanadischen Astronomen Hongkonger Herkunft William Kwong Yu Yeung am Desert Eagle Observatory (IAU-Code 333) in der Nähe von Benson, Arizona entdeckt. Sichtungen des Asteroiden hatte es vorher schon am 21. und 27. August 2001 unter der vorläufigen Bezeichnung 2001 QJ143 an der auf dem Kitt Peak gelegenen Außenstation des Steward Observatory gegeben.
Die Neigung der Bahnebene des Asteroiden ist mit 0,7152° relativ gering, vergleichbar mit derjenigen des Planeten Uranus.
(151997) Bauhinia wurde am 1. Juni 2007 nach dem Orchideenbaum Bauhinia benannt, der Stadtblume von Hongkong. Die Blüte des Orchideenbaums ist zum Beispiel stilisiert auf der Flagge Hongkongs zu sehen sowie auf Banknoten und Münzen Hongkongs. Bauhinien sind Pflanzen aus der Familie der Hülsenfrüchtler.